# Ossian Bingley Hart
Ossian Bingley Hart (Jacksonville, 17 gennaio 1821 – Jacksonville, 18 marzo 1874) è stato un politico e avvocato statunitense. Fu il 10º governatore della Florida dal 1873 al 1874. Fu inoltre uno dei fondatori della città di Jacksonville.